# 敬嬴
敬嬴（？—前601年），鲁文公的妾夫人，鲁宣公的母亲。
鲁成公九年（前609年）鲁文公的第二个妃子敬嬴生了公子馁。敬嬴受到宠爱，而私下结交东门襄仲。公子馁年长，敬嬴把他托付给襄仲。襄仲杀害公子恶，立公子馁为国君，即鲁宣公。鲁宣公八年（前601年）夏六月戊子，夫人嬴氏薨。冬季十月己丑，安葬敬嬴。因为旱灾，没有麻，开始用葛做牵引棺材的绳子。因为下雨，不能如期下葬，这是符合礼的。按礼的一般的规定，占卜安葬的日期，先占卜较远的日期，来避免别人认为对死者不加怀念。